# Tholos của El Romeral
Lăng mộ vòm tròn của El Romeral nằm cách 2,5 kilômét (1,6 mi) về phía đông bắc của thị trấn Antequera là một trong những ví dụ quan trọng nhất của kiến trúc thời đại đồ đá mới ở Nam Âu. Nó còn được gọi là Cueva de Romeral (Hang của Romeral) hoặc Dolmen de Romeral (Mộ đá của Romeral) là một nơi chôn cất cự thạch được xây dựng vào khoảng năm 1800 trước Công nguyên. Đây là một trong ba mộ đá trong khu vực, cùng với Menga và Viera, hai địa danh nằm ở phía tây nam thị trấn. Năm 2016, Tholos de El Romeral cùng với nhiều khu vực mộ đá khác được UNESCO công nhận là Di sản thế giới với tên gọi chung Di chỉ mộ đá Antequera.

## Kiến trúc
Tholos de El Romeral là một buồng mộ được bao phủ bởi một gò đất. Nó bao gồm một hành lang dài với những bức tường đá xếp làm từ những viên đá nhỏ và trần nhà được làm bằng những phiến đá khổng lồ. Hành lang dẫn lên đến đỉnh là hai buồng tròn giống như tổ ong. Khoang lớn hơn có đường kính khoảng 4,20 mét (13,8 ft) và có tường được xây dựng từ những viên đá như tại hành lang, nhỏ dần ở trên nóc và cuối cùng trên nóc là một khối đá khổng lồ. Sàn của hành lang và buồng chính được làm bằng đất lèn chặt.
Khoang thứ hai được liên kết với khoang thứ nhất bằng hành lang hình chữ nhật, không cho phép công chúng tham quan. Nó có đường kính khoảng 2 mét (6 ft 7 in) chứa một quan tài đá phiến và sàn của nó được phủ bằng những phiến đá. Xương và các hiện vật của phần mộ đã được tìm thấy trong mộ đá.
Mặc dù người ta tin rằng những công trình cự thạch này có những cách sử dụng khác nhau, có thể là lăng mộ, đền thờ nhưng mộ đá Romeral chắn là một nơi chôn cất vì có hài cốt người, đá vỏ sò và hai loại gốm sứ được tìm thấy bên trong nó.